# Beharrungsbeschluss
Der Beharrungsbeschluss ist ein politisches Instrument in Österreich, womit ein Veto des Bundesrates durch den Nationalrat aufgehoben werden kann.
Nachdem der österreichische Nationalrat ein Gesetz beschlossen hat, bedarf dieses vor dem Inkrafttreten der Zustimmung der Länderkammer (Bundesrat). Lehnt der Bundesrat den Gesetzesvorschlag aber ab, so kann der Nationalrat mit einfacher Mehrheit einen Beharrungsbeschluss fassen, sodass das Gesetz dennoch in Kraft treten kann. Daher bezeichnet man das Vetorecht des Bundesrates auch als suspensiv. Im Falle eines Beharrungsbeschlusses nach der ersten Lesung eines Gesetzes durch den Nationalrat müssen mindestens 50 % der Abgeordneten anwesend sein, für einen Gesetzesbeschluss nach der zweiten oder dritten Lesung reicht ein Drittel.
Somit kann also der Bundesrat die meisten Gesetze höchstens verzögern, aber nicht verhindern. Eine Ausnahme sind Gesetze, die die Rechte der Bundesländer betreffen. Hier hat der Bundesrat ein endgültiges Vetorecht, das nicht durch einen Beharrungsbeschluss aufgehoben werden kann. Zum ersten und bisher einzigen Mal kam ein solches Veto im Februar 2019 beim geplanten Beschluss des Ökostromgesetzes zur Anwendung.

## Ausnahmen
Ein Beharrungsbeschluss ist nicht möglich, falls die Gesetzesvorlage eines der nachfolgenden Kriterien erfüllt:
- Verfassungsgesetze und -bestimmungen, welche die Kompetenzen der Bundesländer einschränken
- gesetzliche Bestimmungen, welche die Rechte des Bundesrates selbst betreffen
- Staatsverträge, welche Angelegenheiten des selbstständigen Wirkungsbereiches der Bundesländer regeln.

In diesen Fällen hat der Bundesrat also ein absolutes Vetorecht und somit ein Zustimmungsrecht.